# Liste der Flughäfen in Algerien
Die Liste der Flughäfen in Algerien enthält die wichtigsten Flughäfen in Algerien.
Zu den 26 wichtigsten Flughäfen werden jeweils die Kenndaten IATA-Code, ICAO-Code, Klassifizierung, Nutzung, Art der Landebahn und die Stadt, in der sich der Flughafen befindet, angegeben.

## Wichtigste Flughäfen in Algerien mit IATA- und ICAO-Code
| Name des Flughafens                          | ICAO-Code | IATA-Code | Klassifizierung | Nutzung           | Landebahn   | Stadt               |
| -------------------------------------------- | --------- | --------- | --------------- | ----------------- | ----------- | ------------------- |
| Flughafen Tamanrasset                        | TMR       | DAAT      | International   | Zivil             | Asphaltiert | Tamanrasset         |
| Flughafen Ain Eddis                          | BUJ       | DAAD      | Regional        | Zivil             | Asphaltiert | Bou Saada           |
| Flughafen Batna                              | BLJ       | DABT      | Regional        | n.v.              | n.v.        | Batna               |
| Flughafen Bejaia                             | BJA       | DAAE      | International   | Zivil             | Asphaltiert | Bejaia              |
| Flughafen Bordj Mokhtar                      | BMW       | DATM      | Regional        | Zivil             | Unbefestigt | Bordj Badji Mokhtar |
| Flughafen Bou Chekif                         | TID       | DAOB      | Regional        | Zivil             | Asphaltiert | Tiaret              |
| Flughafen Chlef                              | QAS       | DAOI      | International   | Zivil             | Asphaltiert | Ech Cheliff         |
| Flughafen Djanet-Tiska                       | DJG       | DAAJ      | Regional        | Zivil und Militär | Asphaltiert | Djanet              |
| Flughafen El Golea                           | ELG       | DAUE      | Regional        | Zivil             | Asphaltiert | El Meniaa           |
| Flughafen Ferhat Abbas                       | GJL       | DAAV      | Regional        | Zivil             | Asphaltiert | Jijel               |
| Flughafen Ghriss                             | MUW       | DAOV      | Regional        | Zivil             | Asphaltiert | Muaskar             |
| Flughafen Guemar                             | ELU       | DAUO      | Regional        | Zivil             | Asphaltiert | El Oued             |
| Flughafen Oued Irara–Krim Belkacem           | HME       | DAUH      | International   | Zivil             | Asphaltiert | Hassi Messaoud      |
| Flughafen Algier                             | ALG       | DAAG      | International   | Zivil             | Asphaltiert | Algier              |
| Flughafen Illizi                             | VVZ       | DAAP      | Regional        | Zivil             | Asphaltiert | Illizi              |
| Flughafen In Aménas                          | IAM       | DAUZ      | International   | Zivil             | Asphaltiert | Zarzaïtine          |
| Flughafen In Guezzam                         | INF       | DATG      | Regional        | Zivil             | Unbefestigt | In Guezzam          |
| Flughafen In Salah                           | INZ       | DAUI      | Regional        | Zivil             | Asphaltiert | In Salah            |
| Flughafen Mohamed Boudiaf                    | CZL       | DABC      | International   | Zivil und Militär | Asphaltiert | Constantine         |
| Flughafen Noumérat - Moufdi Zakaria          | GHA       | DAUG      | International   | Zivil             | Asphaltiert | Ghardaia            |
| Flughafen Oran Es Sénia                      | ORN       | DAOO      | International   | Zivil             | Asphaltiert | Oran / Es Senia     |
| Flughafen Annaba                             | AAE       | DABB      | International   | Zivil             | Asphaltiert | Annaba              |
| Flughafen Soummam                            | BJA       | DAAE      | Regional        | Zivil             | Asphaltiert | Bejaia              |
| Flughafen Tébessi                            | TEE       | DABS      | International   | Zivil             | Asphaltiert | Tébessa             |
| Flughafen Timimoun                           | TMX       | DAUT      | Regional        | Zivil             | Asphaltiert | Timimoun            |
| Flughafen Touat-Cheikh Sidi Mohamed Belkebir | AZR       | DAUA      | International   | Zivil             | Asphaltiert | Adrar               |
| Flughafen Touggourt Sidi Madhi               | TGR       | DAUK      | Regional        | Zivil             | Asphaltiert | Touggourt           |
| Flughafen Zenata                             | TLM       | DAON      | International   | Zivil             | Asphaltiert | Tlemcen             |

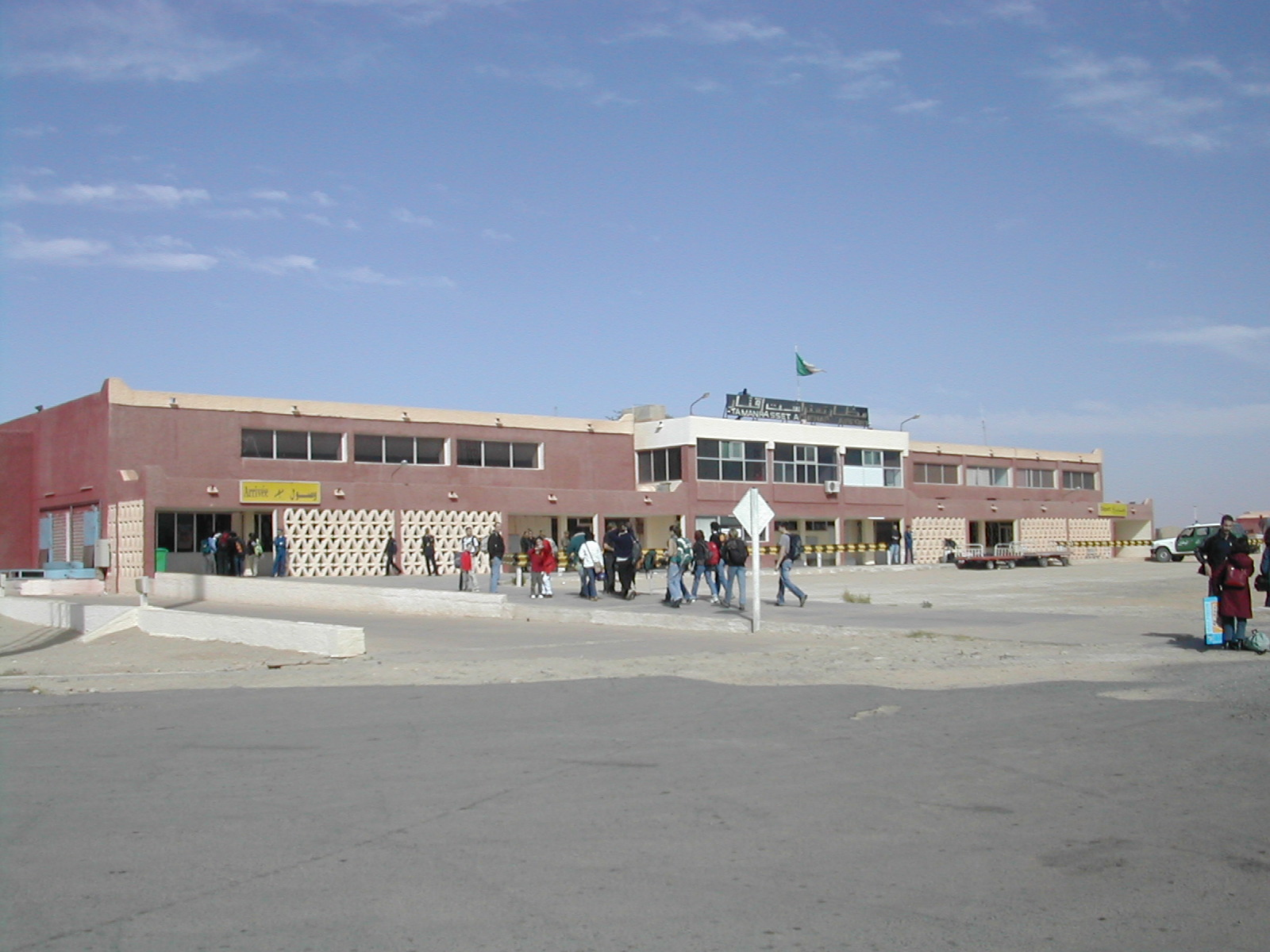
Flughafen Tamanrasset

- Anmerkung: Daten die nicht bekannt sind, werden mit n. v. (nicht verfügbar) gekennzeichnet.

grau hinterlegt: Internationale Flughäfen (Spalte „Klassifizierung“)

## Weitere Flughäfen mit IATA- und ICAO-Code
| Name des Flughafens     | IATA-Code | ICAO-Code | Stadt       |
| ----------------------- | --------- | --------- | ----------- |
| Flughafen Ain Arnat     | QSF       | DAAS      | Sétif       |
| Flughafen Ouargla       | OGX       | DAUU      | Ouargla     |
| Flughafen Béchar Ouakda | CBH       | DAOR      | Béchar      |
| Flughafen Biskra        | BSK       | DAUB      | Biskra      |
| Flughafen Blida         | QLD       | DAAB      | Blida       |
| Flughafen Boufarik      | QFD       | DAAK      | Boufarik    |
| Flughafen Hassi R’Mel   | HMR       | DAFH      | Hassi R’Mel |
| Flughafen L'Mekrareg    | LOO       | DAUL      | Laghouat    |
| Flughafen Relizane      | QZN       | DAAZ      | Relizane    |
| Flughafen Skikda        | SKI       | DABP      | Skikda      |
| Flughafen Tafaraoui     | TAF       | DAOL      | Oran        |
| Flughafen Tindouf       | TIN       | DAOF      | Tindouf     |
| Flughafen Tsletsi       | QDJ       | DAFI      | Djelfa      |